# Wendy Boglioli
Wendy Boglioli (Land O' Lakes, 6 marzo 1955) è un'ex nuotatrice statunitense.
Specializzata nella farfalla ha vinto la medaglia d'oro nella staffetta 4x100 m sl e il bronzo nei 100 m farfalla ai Giochi olimpici di Montreal 1976.

## Palmarès
- Olimpiadi
  - Montreal 1976: oro nella staffetta 4x100 m sl e bronzo nei 100 m farfalla.